# TETRAPOL
TETRAPOL – w pełni cyfrowy standard łączności radiowej opracowany przez Publicly Available Specification (PAS). Oryginalnie stworzony stworzonej przez firmę Matra Communications TETRAPOL powstał dla niepublicznych zastosowań trankingu PMR, czyli organów bezpieczeństwa i ratunkowych. Bazuje on na wielodostępie częstotliwościowym FDMA, co daje mu przewagę w sieciach o mniejszym natężeniu ruchu oraz większy zasięg wokół stacji bazowych. Obecnie jedynym dostawcą sieci i terminali pracujących w standardzie TETRAPOL jest firma Cassidian, należąca do koncernu EADS.

## Zasada działania
TETRAPOL wykorzystuje wielodostęp z podziałem częstotliwości FDMA (Frequency Division Multiple Access). oraz wykorzystuje modulację GMSK (ang. Gaussian Minimum Shift Keying). Szerokość kanału wynosi 12,5 kHz. Maksymalna przepływność wynosi 8 kbit/s. TETRAPOL jest bardzo elastycznym systemem oferującym szeroki wachlarz usług oraz integrację głosu i danych. Architektura systemu pozwala na pracę w trzech podstawowych trybach: tryb sieci, tryb pracy bezpośredniej oraz tryb repeaterowy.

## Charakterystyka systemu działającego w standardzie TETRAPOL
System TETRAPOL oferuje duży zasięg stacji bazowych. Dzięki temu zmniejsza się liczba stacji bazowych, a więc i koszt instalacji. Mniejsze są też koszty eksploatacji związane z wynajmem czy utrzymaniem lokalizacji stacji bazowych. Maleje również liczba instalowanych anten i łączy teletransmisyjnych.
- Szerokość kanału radiowego – 12,5 kHz,
- Wielodostęp z podziałem w dziedzinie częstotliwości (FDMA) – szerokość kanału radiowego 12,5 kHz,
- Modulacja sygnału radiowego – GMSK (ang. Gaussian Minimum Shift Keying),
- TETRAPOL korzysta z pasma radiowego o zakresie od 70 do 933 MHz,
- Kodek systemu używa silnie chronionego przed zakłóceniami algorytmu kodującego RPCELP[2].

## Główne cechy standardu TETRAPOL
- transmisja szyfrowana,
- duży zasięg stacji bazowej,
- transmisja danych pozwalająca na realizację usługi transmisji statusu, przesyłania krótkich wiadomości tekstowych, informacji przywoławczych oraz zorientowanej na połączenia transmisji pakietowej i przesyłania danych niezorientowanych na połączenie,
- struktura komórkowa z możliwością wykorzystania tej samej częstotliwości w stacjach bazowych tworzących makrokomórkę,
- odporność na niekorzystne warunki propagacyjne,
- tryb pracy bezpośredniej o zasięgu do 4 km,
- nadmiarowość pewnych modułów pozwalająca na nieprzerwaną pracę w wypadku awarii,
- współpraca z innymi sieciami,
- możliwość funkcjonowania wielu organizacji w ramach tej samej infrastruktury.

## System zarządzania
System zarządzania w standardzie TETRAPOL jest trójwarstwowy. Poziom techniczny gwarantuje zarządzanie siecią. Poziom taktyczny pozwala każdej organizacji stworzyć grupowy profil użytkowania dostosowany do jego potrzeb. Zarządzanie na poziomie operacyjnym jest z kolei odpowiedzialne za eksploatację i łączność. System TETRAPOL oferuje duży zasięg stacji bazowych. Dzięki temu zmniejsza się liczba stacji bazowych, a więc i koszt instalacji. Mniejsze są też koszty eksploatacji związane z wynajmem czy utrzymaniem lokalizacji stacji bazowych. Maleje również liczba instalowanych anten i łączy teletransmisyjnych.

## Najważniejsze wdrożenia systemu TETRAPOL
Aktualnie wdrożonych jest ponad 70 sieci radiowych TETRAPOL w 35 krajach, pokrywających obszar ponad 1 700 000 km kwadratowych powierzchni.
- Francja – sieć RUBIS – ogólnokrajowa sieć dla służb. Pierwsza narodowa sieć TETRAPOL działająca od 1992 roku. 90 000 użytkowników francuskiej żandarmerii.
- Brazylia – sieć PROAMATEC dla federalnej policji. Przeprowadzano pokaz podczas którego zaprezentowano działanie sieci TETRAPOL z użyciem łączy satelitarnych[3].
- Czechy – PEGAS – ogólnokrajowa sieć dla służb, około 30 000 użytkowników,
- Hiszpania – SIRDEE – ogólnokrajowa sieć policji, ponad 150 000 użytkowników.1450 stacji bazowych
- Szwajcaria – POLYCOM – ogólnokrajowa sieć dla służb
- Meksyk – IRIS – ogólnokrajowa sieć
- Słowacja – SITNO – ogólnokrajowa sieć, od 1998, 20 tys. użytkowników
- Korsyka – INPT – sieć dla służb[4]
- Berlin – system na lotnisku im. Willego Brandta[5].